# De Gracht
De Gracht, de Grote Gracht of de Collateur van Arendonk is een kanaaltje dat twee Kempense kanalen met elkaar verbindt.
Deze kanalen zijn: het Kanaal Dessel-Turnhout-Schoten en het Kanaal Bocholt-Herentals. De Gracht werd tussen 1844 en 1846 gegraven, dezelfde tijd dat de kanalen werden aangelegd.
Het enkele km lange kanaaltje loopt over het grondgebied van Arendonk, Retie en Dessel.
Het kanaaltje werd gebruikt ter ontwatering van de moerassige grond en om deze te bevloeien met kalkrijk kanaalwater. Dit zou de voormalige woeste gronden vruchtbaarder maken, maar wegens gebrek aan aangevoerd water in de kanalen werd het geen succes.
Aangezien de gemeenten in 1847 bij wet verplicht werden om de woeste gronden te ontginnen dan wel te verkopen. Vanaf 1853 werden gronden aangekocht door koning Leopold I en zijn zoon Filips. De laatste voerde tevens de titel Graaf van Vlaanderen, waardoor het gebied al snel de Graaf werd genoemd. Er werden bomen aangeplant, maar vanaf 1950 werd het koninklijk domein van 400 ha verkocht aan boeren, die vanaf 1951 het gebied ontgonnen en verkavelden.
Dit gebied, en ook een aantal door turfwinning ontstane visvijvers, liggen langs De Gracht. Een wandelpad voert langs dit kanaaltje.